# أيميه باوتشر
أيميه باوتشر هو سياسي كندي، ولد في 23 يوليو 1877 في بيرفيل في كندا، وتوفي في 9 سبتمبر 1946. حزبياً، نشط في الحزب الليبرالي الكندي. وقد انتخب عضو مجلس العموم الكندي.